# قشلاق ملي حسين قلي (مقاطعة بيله سوار)
قشلاق ملي حسین قلي (بالفارسية: قشلاق ملی حسینقلی) هي منطقة سكنية تقع في إيران في أردبيل.